# Ophryotrocha vivipara
Ophryotrocha vivipara är en ringmaskart som beskrevs av Banse 1963. Ophryotrocha vivipara ingår i släktet Ophryotrocha och familjen Dorvilleidae. Arten är reproducerande i Sverige. Inga underarter finns listade i Catalogue of Life.